# Póvoa da Isenta
Póvoa da Isenta es una freguesia portuguesa del concelho de Santarén, con 13,90 km² de superficie y 1.162 habitantes (2001). Su densidad de población es de 83,6 hab/km².